# ELDO
ELDO è stata una catena italiana di negozi specializzati nella vendita di elettrodomestici, prodotti di elettronica di consumo, di informatica e telefonia.

## Storia
Il gruppo ELDO nacque nel 1992 a Roma. Il nome ELDO era l'acronimo di "Elettronica Domani". Dalla metà degli anni novanta la gestione dell'azienda passa ai figli, che imprimono all'attività commerciale un'accelerazione molto forte, sia in Italia che all'estero, con investimenti in Spagna e Polonia.
Nella primavera del 2002, l'azienda entra in crisi e in estate viene presentata un'istanza di fallimento, conclusasi con la vendita dell'intera società alla società casertana TLC SpA, che ne deteneva anche il marchio, in precedenza socia del gruppo GRE proprietario del marchio Trony.
Nel corso degli anni l'azienda si espande: nel solo 2009 apre 6 punti vendita, arrivando a contarne 36.
Nel 2010, la denominazione di TLC SpA cambia in ELDO Italia SpA.
Nell'ottobre 2011, a causa di una grave crisi, ELDO Italia SpA chiude 11 punti vendita: Bologna, Brescia, Campobasso, Cavallino (LE), Corsico (MI), Ferrara, Macerata, Perugia, Potenza, Torino e Villa San Giovanni (RC) e di questi molti saranno poi rilevati dalla joint venture SGM Distribuzione di Forlì, che li rinominerà Marco Polo-Expert. Nello stesso mese ELDO ha presentato richiesta di concordato preventivo.
Nel 2012 vengono chiusi anche tutti i punti vendita di Roma e del Lazio (Aprilia, Colleferro, Roma Marconi, Roma Cinecittà, Roma Laurentina, Roma Tuscolana, Roma Furio Camillo, Roma Romanina). Il personale viene posto in cassa integrazione straordinaria. L'azienda, in concordato preventivo, diventa un'attività locale operando solo nella regione Campania con 11 punti vendita. A maggio 2013 l'azienda, terminata la cassa integrazione, avvia la procedura di licenziamento collettivo per 355 dipendenti in esubero dei punti vendita dismessi. Alla fine dello stesso mese chiudono anche i negozi di Avellino, Pozzuoli e di Napoli (quartiere Vomero). Il personale accederà alla cassa integrazione in deroga erogata dalla regione Campania. Ad ottobre 2013 continua il susseguirsi di chiusure ed è la volta del grande punto vendita napoletano di Piazza Matteotti (NA) (oggi Oviesse) e di quelli di Marcianise (CE) e Pontecagnano (SA). A dicembre viene prorogata, per i dipendenti in esubero, la cassa integrazione in deroga. A gennaio 2014 chiudono anche i negozi di Salerno, Giugliano (NA) e Afragola (NA). Il 9 marzo 2014 chiude il punto vendita di Mugnano di Napoli rimanendo in attività il solo punto vendita di Orta di Atella (CE). Il 21 settembre 2014 ha chiuso anche l'ultimo punto vendita e la società è stata messa in liquidazione, decretando la fine di ELDO.

## Sponsorizzazioni
- ELDO è stata sponsor dal 2006 al 2008 della Società Sportiva Basket Napoli.
- Dal 2008 al 2009, la catena è stata anche sponsor dello Sporting Club Juvecaserta Basket in Serie A2 e Serie A1 sotto il nome di ELDO Juvecaserta.